# Presidente da República Árabe Saaraui Democrática
O Presidente da República Árabe Saaraui Democrática é o chefe de Estado da República Árabe Saaraui Democrática (RASD) parcialmente reconhecida, um governo no exílio baseado nos campos de refugiados saarauis de Tindouf, na Argélia.
Da declaração de independência em 27 de fevereiro de 1976 até agosto de 1982, o chefe de Estado da RASD era conhecido como Presidente do Conselho Revolucionário. O cargo de presidente da RASD foi estabelecido em agosto de 1982, após uma mudança na constituição feita pelo quinto congresso geral da Frente Polisário, onde foi decidido que o cargo seria ocupado pelo Secretário-Geral da Polisário.
O primeiro presidente foi Mohamed Abdelaziz de agosto de 1982 até sua morte em 2016.
Os poderes da presidência são extensos e foram sujeitos a modificações em diversas emendas constitucionais, a última delas em 1995.

## Chefes de Estado da República Árabe Saharaui Democrática (1976–presente)
| Nº | Presidente | Presidente                             | Início do mandato       | Fim do mandato       | Partido   | Cargo                                                              |
| -- | ---------- | -------------------------------------- | ----------------------- | -------------------- | --------- | ------------------------------------------------------------------ |
| 1  |            | El-Ouali Mustapha Sayed (1949–1976)    | 29 de fevereiro de 1976 | 9 de junho de 1976 † | Polisário | Presidente do Conselho Revolucionário                              |
|    |            | Mahfoud Ali Beiba (1952–2010) Interino | 9 de junho de 1976      | 30 de agosto de 1976 | Polisário | Presidente do Conselho Revolucionário                              |
| 2  |            | Mohamed Abdelaziz (1947–2016)          | 30 de agosto de 1976    | 31 de maio de 2016 † | Polisário | Presidente do Conselho do Comando Revolucionário / Chefe de Estado |
|    |            | Khatri Addouh (1954–) Interino         | 31 de maio de 2016      | 12 de julho de 2016  | Polisário | Presidente do Conselho Nacional Saharaui                           |
| 3  |            | Brahim Ghali (1949–)                   | 12 de julho de 2016     | Incumbente           | Polisário | Chefe de Estado                                                    |